# Laurence Olivier Awards 2000
Die 24. Laurence Olivier Awards 2000 wurden von der Society of London Theatre vergeben, um herausragende Theater- und Musicalproduktionen zu würdigen. Ausgezeichnet wurden Produktionen der Theatersaison 1999/2000.

## Hintergrund
Der Laurence Olivier Award (auch Olivier Award) ist ein seit 1976 jährlich vergebener britischer Theater- und Musicalpreis. Er gilt als höchste Auszeichnung im britischen Theater und ist vergleichbar mit dem Tony Award am amerikanischen Broadway. Verliehen wird die Auszeichnung von der Society of London Theatre. Ausgezeichnet werden herausragende Darsteller und Produktionen einer Theatersaison, die im Londoner West End zu sehen waren. Die Auszeichnungen hießen zunächst Society of West End Theatre Awards und wurden 1985 zu Ehren des renommierten britischen Schauspielers Laurence Olivier in Laurence Olivier Awards umbenannt. Die Nominierten und Gewinner der Laurence Olivier Awards „werden jedes Jahr von einer Gruppe angesehener Theaterfachleute, Theaterkoryphäen und Mitgliedern des Publikums ausgewählt, die wegen ihrer Leidenschaft für das Londoner Theater“ bekannt sind.

## Gewinner und Nominierte
| Bestes neues Theaterstück | Bestes neues Musical |
| --- | --- |
| - Goodnight Children Everywhere von Richard Nelson – Royal Shakespeare Company im Barbican Centre / The Pit - Perfect Days von Liz Lochhead – Vaudeville Theatre - Rose von Martin Sherman – National Theatre Cottesloe - The Lady in the Van von Alan Bennett – Queen's Theatre - Three Days of Rain von Richard Greenberg – Donmar Warehouse | - Honk – National Theatre Olivier - Mamma Mia – Prince Edward Theatre - Spend, Spend, Spend – Piccadilly Theatre - The Lion King – Lyceum Theatre |
| Beste neue Comedy | Bestes Entertainment |
| - The Memory of Water von Shelagh Stephenson – Vaudeville Theatre - Comic Potential von Alan Ayckbourn – Lyric Theatre - Quartet von Ronald Harwood – Albery Theatre | - Defending the Caveman – Apollo Theatre - Al Murray: The Pub Landlord – New Ambassadors Theatre - Barefaced Chic – Theatre Royal Haymarket - Soul Train – Victoria Palace Theatre |
| Beste Wiederaufnahme Musical | |
| - Candide – National Theatre Olivier - A Funny Thing Happened on the Way to the Forum – Regent's Park Open Air Theatre - Dick Whittington – Sadler's Wells Theatre - The Pajama Game – Victoria Palace Theatre | |
| Bester Darsteller Theaterstück | Beste Darstellerin Theaterstück |
| - Henry Goodman als Shylock in The Merchant of Venice – National Theatre Olivier / Cottesloe - Roger Allam als Bassov in Summerfolk – National Theatre Olivier - Stephen Dillane als Henry in The Real Thing – Donmar Warehouse / Albery Theatre - Michael Sheen als Jimmy Porter in Look Back in Anger – National Theatre Lyttelton - Antony Sher als King Leontes in The Winter's Tale – Royal Shakespeare Company im Barbican Centre | - Janie Dee als Jacie Triplethree in Comic Potential – Lyric Theatre - Jennifer Ehle als Annie in The Real Thing – Donmar Warehouse / Albery Theatre - Maggie Smith als Miss Mary Shepherd/Margaret Fairchild in The Lady in the Van – Queen's Theatre - Alison Steadman als Teresa in The Memory of Water – Vaudeville Theatre     |
| Bester Darsteller Musical | Beste Darstellerin Musical |
| - Simon Russell Beale als Dr. Pangloss/Voltaire in Candide – National Theatre Olivier - Rob Edwards als Scar in The Lion King – Lyceum Theatre - Daniel Evans als Candide in Candide – National Theatre Olivier - Ben Keaton als Captain Jeffrey T. Spaulding in Animal Crackers – Lyric Theatre - Gus MacGregor als Buddy Holly in Buddy – Strand Theatre | - Barbara Dickson als Viv Nicholson in Spend, Spend, Spend – Piccadilly Theatre - Josette Bushell-Mingo als Rafiki in The Lion King – Lyceum Theatre - Rachel Leskovac als Young Viv Nicholson in Spend, Spend, Spend – Piccadilly Theatre - Siobhan McCarthy als Donna Sheridan in Mamma Mia – Prince Edward Theatre               |
| Bester Nebendarsteller Theaterstück | Beste Nebendarstellerin Theaterstück |
| - Roger Allam als Henry Graves in Money – National Theatre Olivier - Michael Bryant als Semyon Dvoetochie in Summerfolk – National Theatre Olivier - Ron Cook als Joxer Daly in Juno and the Paycock – Donmar Warehouse - Michael Williams als Arkadiy Schastlivtsev in The Forest – National Theatre Lyttelton | - Patricia Hodge als Lady Franklin in Money – National Theatre Olivier - Anne-Marie Duff als Lisa Morrison in Collected Stories – Theatre Royal Haymarket - Estelle Kohler als Paulina in The Winter's Tale – Royal Shakespeare Company im Barbican Centre - Kika Markham als Hilde Latymer in A Song at Twilight – Gielgud Theatre |
| Bester Nebendarsteller / Beste Nebendarstellerin Musical | |
| - Jenny Galloway als Rosie Mulligan in Mamma Mia – Prince Edward Theatre - Joseph Alessi als Emanuel Ravelli in Animal Crackers – Lyric Theatre - Steven Houghton als Keith Nicholson in Spend, Spend, Spend – Piccadilly Theatre - Louise Plowright als Tanya Chesham-Leigh in Mamma Mia – Prince Edward Theatre - Denis Quilley als Baron Von Thunder und Martin in Candide – National Theatre Olivier | |
| Bester Regisseur / Beste Regisseurin | Bester Choreograph / Beste Choreographin |
| - Trevor Nunn für Summerfolk, The Merchant of Venice und Troilus and Cressida – National Theatre Olivier / Cottesloe - David Leveaux für The Real Thing – Donmar Warehouse / Albery Theatre - Jeremy Sams für Spend, Spend, Spend – Piccadilly Theatre - Julie Taymor für The Lion King – Lyceum Theatre | - Garth Fagan für The Lion King – Lyceum Theatre - Peter Darling für Candide – National Theatre Olivier - Craig Revel Horwood für Spend, Spend, Spend – Piccadilly Theatre - Stephen Mear für Soul Train – Victoria Palace Theatre                                                                                                  |
| Bester Bühnenbildner / Beste Bühnenbildnerin | Bester Kostümdesigner / Beste Kostümdesignerin |
| - Rob Howell für Richard III – Royal Shakespeare Company im Savoy Theatre, Troilus and Cressida – National Theatre Olivier und Vassa – Albery Theatre - Maria Björnson für Plenty – Albery Theatre - Lez Brotherston für Spend, Spend, Spend – Piccadilly Theatre - Richard Hudson für The Lion King – Lyceum Theatre | - Julie Taymor für The Lion King – Lyceum Theatre - Rob Howell für Money und Troilus and Cressida – National Theatre Olivier - Robert Jones für The Winter's Tale – Royal Shakespeare Company im Barbican Centre - Elise Napier und John Napier für Candide – National Theatre Olivier                                              |
| Bester Lichtdesigner / Beste Lichtdesignerin | |
| - Mark Henderson für Plenty, Vassa – Albery Theatre, Spend, Spend, Spend – Piccadilly Theatre, Suddenly, Last Summer – Comedy Theatre, The Forest – National Theatre Lyttelton, The Lion, the Witch and the Wardrobe – Royal Shakespeare Company im Barbican Centre und The Real Thing – Donmar Warehouse / Albery Theatre - Howard Harrison für Private Lives – National Theatre Lyttelton, Sleep with Me – National Theatre Cottesloe und The Tempest – Royal Shakespeare Company im Barbican Centre - Donald Holder für The Lion King – Lyceum Theatre - Peter Mumford für Collected Stories – Theatre Royal Haymarket, Richard III – Royal Shakespeare Company im Savoy Theatre, Summerfolk – National Theatre Olivier und The Merchant of Venice – National Theatre Olivier / Cottesloe | |
| Herausragende Leistungen Ballett | Beste neue Ballettproduktion |
| - Jiří Kylián für die Ballettsaison, Nederlands Dans Theater 1 – Sadler's Wells Theatre - Nina Ananiashvili in Don Quixote, Bolschoi-Ballett – London Coliseum - Pina Bausch für Viktor – Sadler's Wells Theatre - David Bintley als Choreograph von Edward II, Birmingham Royal Ballet – Sadler's Wells Theatre | - Symphony of Psalms, Nederlands Dans Theater 1 – Sadler's Wells Theatre - Sandpiper Ballet, San Francisco Ballet – Sadler's Wells Theatre - The Cage, San Francisco Ballet – Sadler's Wells Theatre - Viktor, Tanztheater Wuppertal – Sadler's Wells Theatre                                                                       |
| Herausragende Leistungen Oper | Beste neue Opernproduktion |
| - English National Opera für den hohen Standard ihrer Arbeit – London Coliseum - Kim Begley in Parsifal, English National Opera – London Coliseum - Rosemary Joshua in Semele, English National Opera – London Coliseum - Bryn Terfel in Falstaff, The Royal Opera – Royal Opera House | - Hänsel und Gretel, Welsh National Opera – Sadler's Wells Theatre - Alcina, English National Opera – London Coliseum - Parsifal, English National Opera – London Coliseum - Semele, English National Opera – London Coliseum |
| Herausragende Leistung | |
| - Peter O’Toole in Jeffrey Bernard Is Unwell | |

## Statistik

### Mehrfache Nominierungen
- 8 Nominierungen: Spend, Spend, Spend und The Lion King
- 6 Nominierungen: Candide
- 4 Nominierungen: Mamma Mia, Summerfolk und The Real Thing
- 3 Nominierungen: Money, The Merchant of Venice, The Winter's Tale und Troilus and Cressida
- 2 Nominierungen: Animal Crackers, Collected Stories, Comic Potential, Parsifal, Plenty, Richard III, Semele, Soul Train, The Forest, The Lady in the Van, The Memory of Water, Vassa und Viktor

### Mehrfache Gewinne
- 2 Gewinne: Candide, Money, Spend, Spend, Spend, The Lion King, The Merchant of Venice, Troilus and Cressida und Vassa